# Tarascosaurus
A Tarascosaurus (nevének jelentése: „Tarasque gyík”) talán az abelisaurida theropoda dinoszauruszok egyik neme, amely Európában élt 80 millió évvel ezelőtt, a kréta időszak alatt.

## Felfedezése és megnevezése
1988-ban, miután a franciaországi Pourcieux település mellett rábukkantak egy felső állcsontra, a francia paleontológus, Eric Buffetaut egy Abelisauridae-fajként azonosította. Ennek a felfedezésnek a következtében, más nagytestű, európai theropodákat is átvizsgált; ezek közül többen abelisaurid vonásokat mutattak. Ezeket a maradványokat, korábban a Megalosaurus pannoniensis, Megalosaurus hungaricus és Megalosaurus lonzeensis taxonnevek alatt voltak ismeretesek; azonban Buffetaut az átvizsgálása után, valamint a ritkaságukra hivatkozva nomen dubiumnak, azaz „kétséges névnek” tartotta. Miután Buffetaut és kollégája Jean Le Loeuff a Lyoni Egyetem (University of Lyon) gyűjteményében felfedeztek néhány theropoda csontot, melyeket egy ismeretlennevű gyűjtő a Lambeau de Beausset-nél lévő sziklánál talált meg, a két őslénykutató 1991-ben, leírták és megnevezték a típusfajt, a Tarascosaurus salluvicus-t. Az állat nemi szintű nevét az okcitán mitológiában levő Tarasque-ról vagy Tarasca-ról - emberevő szörnyeteg - kapta. A fajnév a salluviikra a gallok egyik törzsére utal; ezek a törzsbeli emberek Marseille közelében éltek.
A PSL 330201 raktárszámú holotípust Fuvelian Beds-ben találták meg; ez a réteg a campaniai korszak elejéről származik. Ez egy 22 centiméter hosszú felső combcsontból áll. A paratípus, melynek raktárszáma PSL 330202, két hátgerinc csigolyából tevődik össze; ezek a csontok meglehet, hogy ugyanahhoz az egyedhez tartoznak. A PSL 330203 egy törött, rossz állapotban levő farokcsigolya. Egy jó minőségű, körülbelül 35 centiméteres combcsontból, a kutatók 2,5-3 méter hosszúnak vélik az állatot. Egyes spanyolországi kövületeket szintén ennek a fajnak tulajdonítanak.
2003-ban, Oliver Rauhut szerint, maga a Tarascosaurus is egy nomen dubium, mert a használt anyagok nem megállapíthatók pontosan..
1991-ben, ezt a dinoszauruszt az Abelisauridae családba helyezték. A Hollandiában felfedezett, maastrichti korszakbeli Betasuchus és a Tarascosaurus az egyetlen képviselői az abelisauridáknak az északi félgömbön. 2003-ban, Ronan Allain és társai, megkérdőjelezték ebbe a dinoszauruszcsaládba való tartozását; arra hivatkozva, hogy a Tarascosaurus típusfaja nem mutat egyetlen, kizárólag az abelisauridákra jellemző vonást sem.

## Fordítás
Ez a szócikk részben vagy egészben  a   Tarascosaurus című angol Wikipédia-szócikk ezen változatának fordításán alapul.  Az eredeti cikk szerkesztőit annak laptörténete sorolja fel. Ez a jelzés csupán a megfogalmazás eredetét és a szerzői jogokat jelzi, nem szolgál a cikkben szereplő információk forrásmegjelöléseként.